# Neorepukia hama
Neorepukia hama är en spindelart som beskrevs av Forster och Wilton 1973. Neorepukia hama ingår i släktet Neorepukia och familjen trattspindlar. Inga underarter finns listade i Catalogue of Life.